# 神戸市立歌敷山中学校
神戸市立歌敷山中学校（こうべしりつ うたしきやまちゅうがっこう）は、兵庫県神戸市垂水区にある公立中学校。

## 沿革
- 1949年（昭和24年）11月 - 神戸市立霞ヶ丘中学校と神戸市立舞子中学校を統合し、神戸市立歌敷山中学校創立。
- 1952年（昭和27年）4月 - 垂水中学校が分離。
- 1991年（平成3年）4月 - 星陵台中学校が分離。

## 部活動

### 運動部
- 野球部
- サッカー部
- バスケットボール部
- 水泳部
- 剣道部
- 卓球部
- ソフトボール部
- 女子ソフトテニス部
- 女子バレーボール部

### 文化部
- 吹奏楽部
- 美術部
- 家庭科部
- 放送部
- 園芸部
- コンピュータ部

## 校区
- 神戸市立霞ケ丘小学校
- 神戸市立東舞子小学校（一部校区外）

## 制服
- 男子
  - 冬服は標準的な学生服である。
  - 夏服はカッターシャツ、スラックスである。
- 女子
  - 冬服はセーラー服上下である。
  - 夏服は、ブラウス、吊りスカートである。

## 出身者
- 松岡享子（翻訳家・児童文学研究者）
- やすみりえ（川柳作家）
- 藤岡文七（元官僚・エコノミスト）
- 広瀬美代子（元バレーボール選手）
- 西野晃平（元サッカー選手）
- 西野誠（元サッカー選手、西野晃平の実弟）
- 和多田充寿（元サッカー選手）
- 宇垣美里（元TBSアナウンサー、フリーアナウンサー）
- 牧野智昭（キックボクサー）
- 南部靖之（企業家）
- 桂右團治（落語家）
- 桂三四郎（落語家）
- 樽井修（実業家、ギャグ作家、プロデューサー、芸能事務所社長）

## 交通アクセス
- 西日本旅客鉄道（JR西日本）山陽本線 舞子駅より1.1km
- 山陽電気鉄道本線 舞子公園駅より900m
- 山陽電気鉄道本線 霞ヶ丘駅より800m
- 西日本旅客鉄道 (JR西日本) 山陽本線 垂水駅より 山陽バス1系統 歌敷山中学校前下車

## 通学区域が隣接している学校
- 神戸市立舞子中学校
- 神戸市立星陵台中学校
- 神戸市立垂水中学校